# Дужина језера
Дужина језера представља најкраће растојање између две најудаљеније тачке на обали, мерено по површини воде. На језерима која имају кружан, елипсаст, или издужен облик, дужина је представљена правом линијом. Међутим, код језера изломљеног, или меанарског облика, најдужа оса је изломљена линија, која нигде не излази изван обалске линије.